# Heilpädagogisches Schwimmen
Unter heilpädagogischem Schwimmen versteht man das methodische Erlernen der Schwimmstile und das einfache Bewegen im Wasser für behinderte Menschen.
Die Grundabsicht des heilpädagogischen Schwimmens besteht darin, mangelndes Vertrauen und Angst mithilfe der Wassergewöhnung und Wasserbewältigung zu überwinden, das Selbstbewusstsein und den Spaß an der Bewegung der Schwimmer zu steigern. Sowohl im Freizeit- als auch im Therapiebereich findet das Schwimmen mit behinderten Menschen Anwendung.
Der bewegungsauslösende Charakter des Mediums Wasser kann dazu beitragen, psychische und körperliche Störungen des beeinträchtigten Menschen zu lindern.
Beim heilpädagogischen Schwimmen werden verschiedene Ziele verfolgt:
- Durch den Auftrieb des Wassers werden Muskeln, Bänder und Gelenke entlastet, wodurch körperliche und psychomotorische Schwächen behandelt und ausgeglichen werden können.
- Für geistig behinderte Menschen stellt das Schwimmen eine sehr intensive Koordinations- und Gleichgewichtsschulung dar, die ihnen in der Alltagsbewältigung zugutekommt. Fortschritte in diesen Bereichen machen sich im Wasser sehr schnell bemerkbar, so dass sich diese Erfolgserlebnisse positiv auf das Selbstvertrauen auswirken.
- Die Menschen lernen, sich in einer eventuellen Notsituation über Wasser zu halten.
- Im Sinne des Normalisierungsprinzips werden die Möglichkeiten der Freizeitgestaltung der Menschen erweitert.
- Das Zugehörigkeitsgefühl zu einer Gruppe und auch die Kontaktaufnahme zu anderen Menschen werden gestärkt, da das Schwimmen normalerweise in einer Gruppe organisiert ist und sich die Schwimmer untereinander unterstützen.

Ebenso steht nicht die Beherrschung der perfekten Technik, sondern das praktische Handeln im Vordergrund. Für behinderte Menschen, die sich im Wasser in Form einer regelgerechten Technik fortbewegen können, werden auch Wettkämpfe angeboten, wobei die Schwimmer alle Schwimmstile ausüben können. Diese Wettkämpfe unterliegen den Regeln des Weltschwimmverbandes World Aquatics.